# 632 Pyrrha
632 Pyrrha è un asteroide della fascia principale. Scoperto nel 1907, presenta un'orbita caratterizzata da un semiasse maggiore pari a 2,6616951 UA e da un'eccentricità di 0,1939671, inclinata di 2,21575° rispetto all'eclittica.
Il suo nome fa riferimento a Pirra, una figura della mitologia greca.